# Hrnečku, vař!

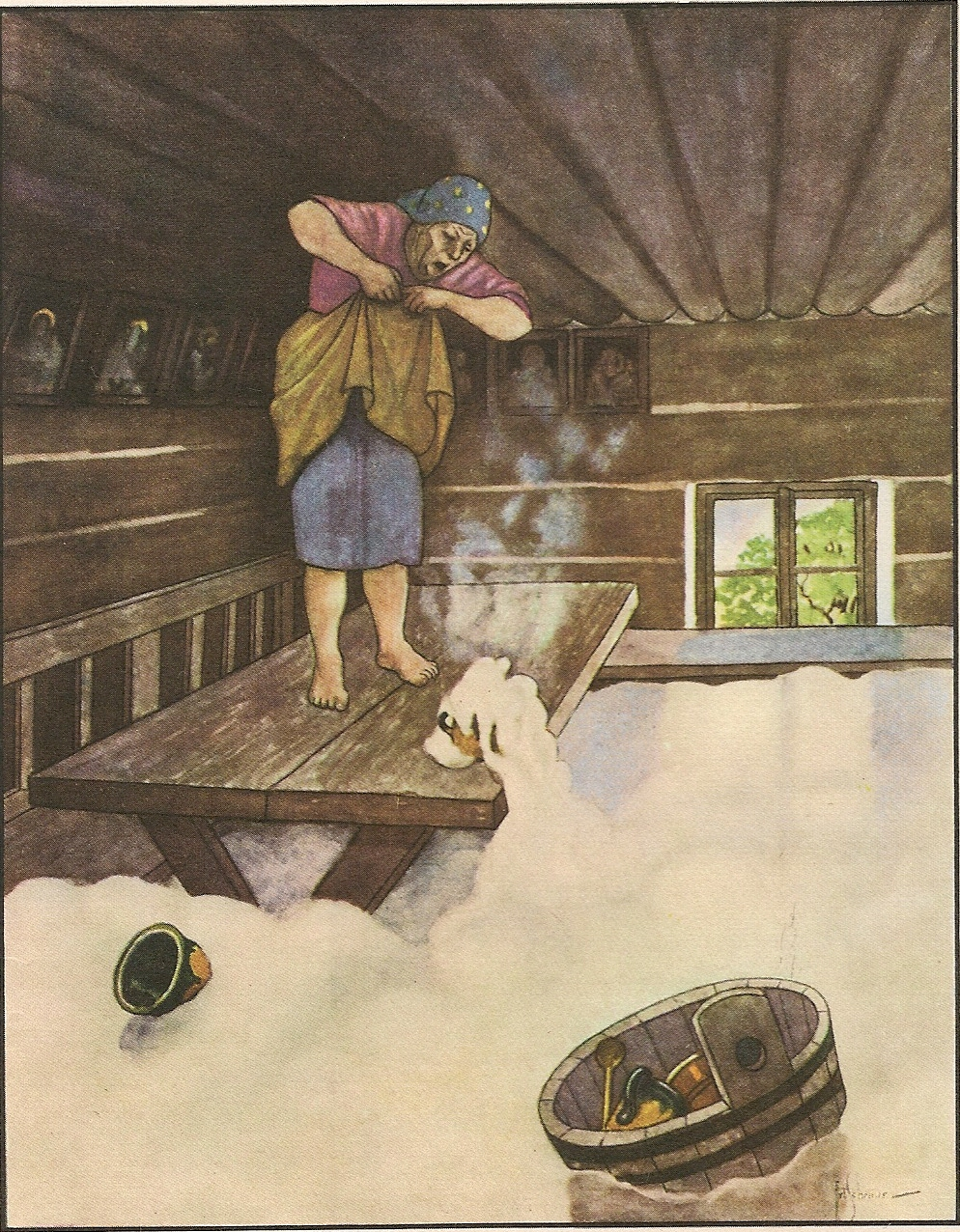
Hrnečku, vař! (Artuš Scheiner)

Hrnečku, vař! je pohádka českého spisovatele Karla Jaromíra Erbena.

## Děj
Pohádka vypráví o chudé vdově, která má jedinou dceru. Vdova chodila v zimě do lesa na dříví, v létě na jahody. Dcera nosila do města prodávat vejce, která jim slepice snesly. Jednou v létě se matka roznemohla a tak šla dcera do lesa na jahody. Vzala si sebou hrnec a kus chleba. Když měla hrnec plný jahod, došla ke studánce, usedla, vyndala si ze zástěry chléb a chtěla obědvat. Najednou se objevila odněkud stará žena, vypadala jako žebračka a držela v ruce hrneček. Požádala jí, jestli by neměla kousek chleba k snědku. Dcera jí dala celý kus svého chleba. Žena jí poděkovala a za odměnu jí dala hrneček a pověděla jí, že když hrneček postaví na stůl a řekne: „Hrnečku, vař!“, hrneček jí navaří tolik kaše, kolik bude chtít. A když bude mít kaše dost, tak jen řekne: „Hrnečku, dost!“ a hrneček přestane vařit. Dcera se vrátila domů a pověděla matce vše, co se jí přihodilo v lese. Hrneček postavila na stůl a řekla: „Hrnečku, vař!“ Když měli kaše s matkou dost, poručila hrnečku: „Hrnečku, dost!“ Když se najedly, šla dcera do města prodat několik vajec. Matka se nemohla dcery dočkat a měla už také hlad, postavila hrneček na stůl a sama řekla: „Hrnečku, vař!“. Matka ale zapomněla, co má říct, aby hrníček přestal vařit. A tak se kaše valila z hrníčku na stůl, ze stolu na lavici, z lavice na zem, ze světnice, z chaloupky, až na náves. Dcera se mezitím vrátila a hrnečku poručila: „Hrnečku, dost!“ Ale na návsi bylo už tolik kaše, že si sedláci museli cestu domů prokousat. 

## Filmová adaptace
- Hrnečku vař! – česká animovaná pohádka režiséra Václava Bedřicha z roku 1953.
- Hrnečku vař! – český animovaný film režisérů L. Kadlecové a J. Janeckého z roku 2006.